# Batucada

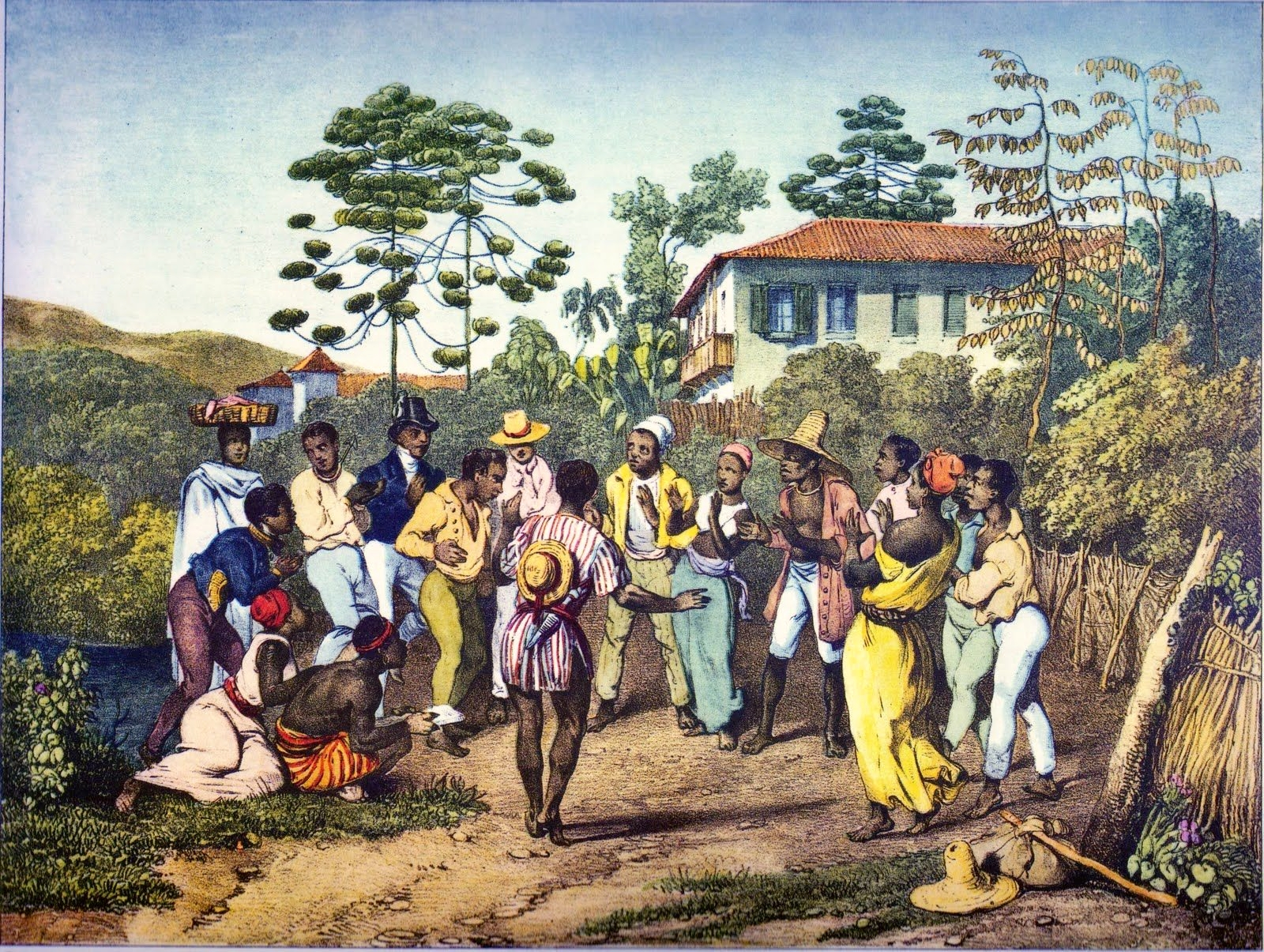
Batuque - Johann Moritz Rugendas, 1822-1825.

Batucada também chamada de batuque em algumas localidades. A princípio eram reuniões de negros para cantar e dançar, chamado também de Tambor de crioula no Maranhão.
O Batuque de roda era feito pelos angolanos e congoleses, formavam  uma roda e no centro ficava o cantador que usava a umbigada para chamar o substituto, usavam atabaques e palmas como percussão, é semelhante ao Cucumbi ou Jongo, o mais provável é que o costume tenha vindo da África onde é encontrado o Batuque de Cabo Verde.
Alguns pesquisadores afirmam que a batucada é a parte profana do Batuque (religião) e do Candomblé, o ato de batucar, outros afirmam que as duas palavras tem o mesmo significado. Era acompanhada por instrumento de percussão muitos oriundos da África e de seus ritmos religiosos do candomblé, sendo que muitos instrumentos eram improvisados de utensílios domésticos como o prato, frigideira e faca, até hoje usados nas baterias das escolas de samba, usava-se instrumentos de corda como cavaquinho e violão, e também outros como chocalho e pandeiro.
Quando não tinham instrumentos, músicos improvisavam nos botecos a batucada de mesa, batucavam na mesa, em garrafas, copos, caixas de fósforos, com talheres.
Muitos artistas como; Cartola, Noel Rosa, Germano Mathias, Moreira da Silva, Adoniran Barbosa, Miriam Batucada, batucavam em caixas de fósforo.
Existe também a batucada de lata onde meninos se utilizam de latas de qualquer tamanho como instrumento de percussão.

## Instrumentos da batucada
Apresentamos  somente nesta secção os principais instrumentos da bateria de samba. Outros instrumentos são às vezes utilizados de maneira esporádica, como por exemplo o reco-reco, o ganza (shaker), o pandeiro ou o glockenspiel.
| - O tambor é um instrumento aprumado, largo e profundo cujo som grave produz os contrabaixos e garante a estrutura rítmica da batucada. Feito geralmente com metal, suas membranas podem ser naturais ou sintéticas. Existem tambores de diferentes tamanhos (de 16 a 26 polegadas de diâmetro).                                                               | - O repique é um instrumento de som nítido para acompanhamento, aproximadamente três vezes menor do que o tambor. É também utililizado nos fraseados (começos das batucadas, paradas dos trechos musicais). Fabricado da mesma forma com metal, suas membranas são sintéticas. |
| - A caixa ou tarol é uma caixa-clara, um pequeno tambor como o que pode ser encontrado em baterias de música de rock'n'roll. Contudo, ao contrário da caixa ou tarol, seu timbre é geralmente obtido com um simples fio de aço esticado de um lado ao outro da membrana de toque. A caixa também serve ao acompanhamento, garantindo sua continuidade rítmica. | - Este tamborim é um instrumento sem címbalo cujo som é muito seco e agudo. Ele serve para efetuar frases rítmicas, pontuando e revificando os trechos musicais. |
| - O chocalho é um conjunto de pequenos pratos ou címbalos montadas numa rede de grandes varas de metal ou ferro. O som produzido pelo chocalho é repetitivo e agudo, vindo reforçar o acompanhamento oferto pelas caixas; | - O agogô é um tipo de sino ou campânula de dois sons (às vezes três ou quatro, até mesmo cinco). Ele executa uma função intermediária entre a rítmica e a melodia. |
| - A cuíca é um tipo de tambor muito especial, contendo uma varinha ou tira de couro fixa no meio da membrana ou pele. A varinha esfregada com uma esponja úmida vai transmitir vibrações à pele e produzir um som rouco. Os sons produzidos lembram os gritos do macaco. A cuíca é utilizada para se formar uma sorte de canto rítmico.                        | - Este instrumento musical é um apito com um ou três sons. Ele permite ao chefe da bateria de chamar a atenção dos músicos e dirigí-los por meio de sinais convencionais. |